# Jacopo Passavanti
Jacopo Passavanti, O.P. (Firenze, 1302 circa – Firenze, 15 giugno 1357), è stato uno scrittore, architetto e religioso italiano.

## Biografia

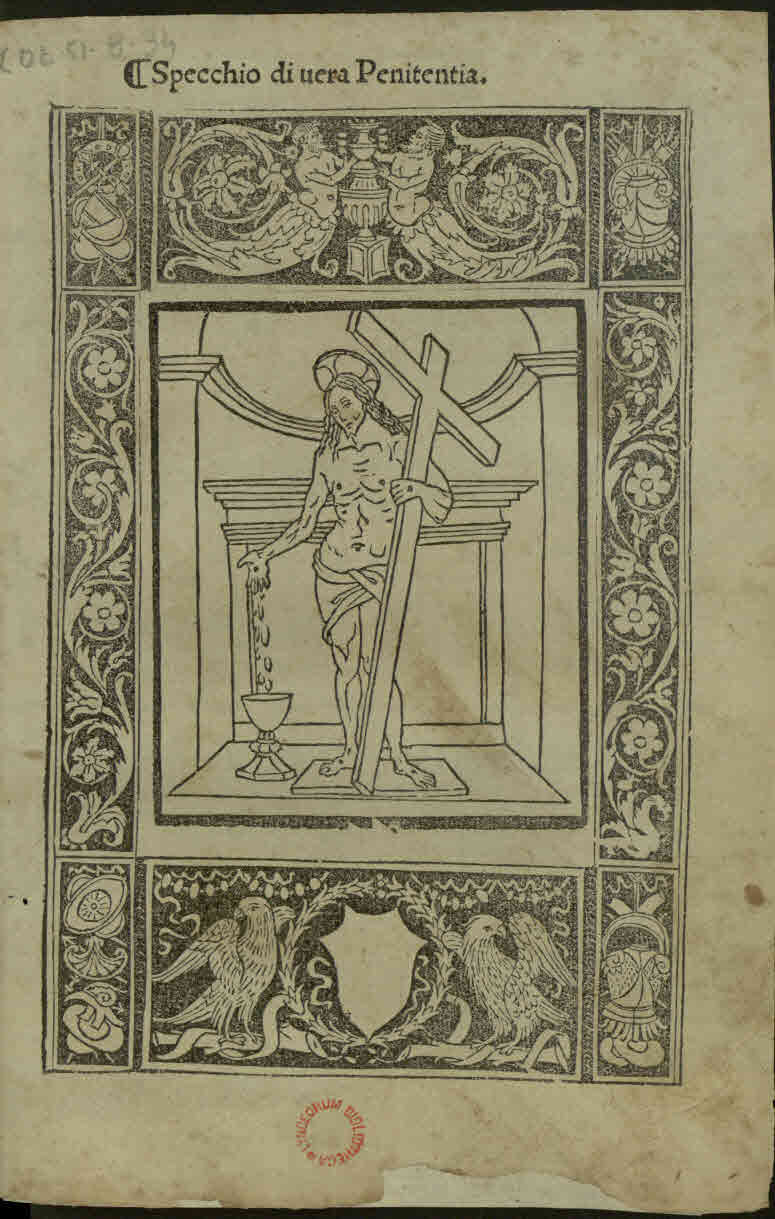
Specchio di vera penitentia, 1495

Lo specchio della vera penitenza, 1808 (Fondazione Mansutti, Milano).

Jacopo Passavanti nacque a Firenze intorno al 1302, da Banco e Francesca dei Tornaquinci. Dopo essere diventato frate domenicano nel 1317, diede prova di grandi capacità intellettuali e fu inviato a terminare la propria formazione teologica a Parigi. Rientrato in Toscana, divenne priore prima a Pistoia, poi a San Miniato al Tedesco e in seguito nel convento di Santa Maria Novella, dove si occupò anche dell'edificazione in corso della grande basilica in stile gotico. Sotto la sua direzione, tra il 1338 e il 1340, iniziarono i lavori per la costruzione di una biblioteca, oggi a lui dedicata.
Fu lettore di teologia e famoso predicatore. Assolse diversi incarichi e fu anche vicario generale delle diocesi di Firenze tra il 1350 e il 1352. L'unica opera sicuramente scritta di suo pugno è lo Specchio di vera penitenza, dove raccolse la materia delle prediche da lui tenute nella Quaresima del 1354 sotto forma di trattato con numerosissimi esempi per spiegare i principi morali e delle sacre scritture, i quali rappresentano uno dei primi esempi di narrativa (in special modo di novella) istruttiva e moralizzante. Alcune di queste novelle sono diventate celebri: quella del Carbonaio di Niversa (Dist. III, cap. II), ad esempio, accostata a quella di Nastagio degli Onesti contenuta nel Decameron di Giovanni Boccaccio. «Tutti i quadretti del Passavanti hanno una nitidezza di contorni, una sapiente drammaticità di sviluppo, uno spontaneo senso di plasticità e di vita che basterebbero da soli a far ammirare l'inopacabile Specchio.» Questa opera ispirò anche gli affreschi del Chiostro Verde del complesso di Santa Maria Novella. Suo è probabilmente anche il tema iconografico del vicino Cappellone degli Spagnoli.
Fra le sue opere come architetto va ricordato anche il nucleo originale della Certosa di Firenze, il cosiddetto palazzo Acciaiuoli, per il quale ci è rimasta la commissione che lo incarica del progetto da parte di Niccolò Acciaioli.
Morì nel 1357 a Firenze.

## Opere
Jacopo Passavanti compose un'opera insigne, lo Specchio di vera penitenza (1ª edizione, Firenze 1495), libro nel quale egli raccolse e ordinò in cinque Distinzioni, seguite da alcuni trattatelli morali (Della superbia, dell'umiltà, della vanagloria, della scienza, de' sogni), le cose che intorno al ben confessarsi aveva predicate in più anni, e specialmente «nella passata Quaresima dell'anno presente, cioè nel 1354». Sono ragionamenti semplici, umani, persuasivi, che spesso, secondo l'uso della predicazione medievale, s'infiorano d'"esempi", che il buon frate deriva (ce lo dice egli stesso) da Elinando, da Cesario o da altre fonti. E qui si ha il maggior Passavanti, il novellatore di razza, che fa vedere le cose che descrive, con un'arte che è sobria e misurata, e insieme incisiva. Famosa quella pagina che, in gara col Decameron, rappresenta il Purgatorio sulla terra. Oltre al valore letterario, l'opera del Passavanti è una preziosa fonte per la storia dello spirito religioso e del costume di quel secolo.
Insieme al teologo tedesco Konrad Summerhart è uno dei pochi autori a condannare come immorale la pratica assicurativa.
Con esatta chiosa il Momigliano nota, a proposito dell'esempio del Conte di Matiscona (Dist. II, cap. VI), come il Passavanti sia uno degli scrittori più sintetici che abbia avuto l'Italia, ed aggiunge: «È difficile trovare chi sia più celere ed evidente di lui nello spavento, chi sappia tracciare con tanta sicurezza la linea pittoresca e psicologica di una scena e di un'azione.»
Dubbi sono i volgarizzamenti attribuiti al Passavanti: l'Omelia di Origene comincia ad essere aggiunta allo Specchio dall'edizione veneziana del 1586: non vi sono studi recenti sul problema della legittimità della sua attribuzione. Col nome di Passavanti ci è giunto anche il volgarizzamento di alcune concioni tratte dalla terza Deca di Tito Livio (i discorsi di Annibale e di Scipione prima della battaglia di Zama [XXX 30-31], l'orazione di Fabio Massimo contro Scipione e la risposta di Scipione [XXVIII, 40-44]), trovati in un quadernetto di cartapecora già appartenuto a Carlo Roberto Dati. L'attribuzione è ripetuta in altro codice fiorentino di Giuseppe Campori. «Il codice sovraindicato non lascia incertezza, giacchè in esso leggesi chiaramente volgarizato e tracto di Tito Livio per frate Jacopo Passavanti dell'ordine di frati predicatori.»

### Edizioni
- Jacopo Passavanti, Specchio di vera penitentia, Impresso in Firenze, Bartolomeo de' Libri, 1495. URL consultato il 23 aprile 2015.
- Jacopo Passavanti, Lo specchio della vera penitenza, a cura di Ginetta Auzzas, Firenze, Accademia della Crusca, 2014, ISBN 978-88-89369-42-5.
- Jacopo Passavanti, Lo specchio di vera penitenza, a cura di Filippo Luigi Polidori, Firenze, Felice Le Monnier, 1863.
- Jacopo Passavanti, Lo specchio di vera penitenza, a cura di Maria Lenardon, Firenze, Libreria Editrice Fiorentina, 1925, ISBN 978-88-89369-42-5.
- Jacopo Passavanti, Lo specchio della vera penitenza, a cura di Ginetta Auzzas, Firenze, Accademia della Crusca, 2014, ISBN 978-88-89369-42-5.
- (FR) Jacopo Passavanti, Le Miroir de la vraie pénitence et autres traités de spiritualité, traduzione di Denise Alexandre, Classiques Garnier, 2013, ISBN 978-2-8124-0985-1.
- Francesco Valli, Jacopo Passavanti, Milano, Marzorati, in Letteratura italiana: i Minori, 1969.

### Studi
- Carmine Di Pierro, Contributi alla biografia di fra Jacopo Passavanti, in Giornale storico della letteratura italiana, XLVII, 1906,  pp. 1-24.
- Angelo Monteverdi, Gli esempi dello «Specchio di vera penitenza», in Giornale storico della letteratura italiana, LXI, 1913,  pp. 266-344.
- Francesco Maggini, Le prime traduzioni di Livio, in La Rassegna della letteratura italiana, XXIV, 1916,  pp. 247-56 e 420-30.
- Andrea Sorrentino, L'unità concettuale dei canti XI e XII del Paradiso e una leggenda riferita dal Passavanti, in Giornale dantesco, XXX, 1927,  pp. 45-51.
- Marcello Aurigemma, La fortuna critica dello Specchio di vera penitenza di Jacopo Passavanti, in Studi in onore di Angelo Monteverdi, vol. 1, Modena, Società tipografica editrice modenese, 1959,  pp. 48-75.
- Ginetta Auzzas, Per il testo dello «Specchio della vera penitenza». Due nuove fonti manoscritte, in Lettere italiane, vol. 26, n. 3, 1974,  pp. 261-287, JSTOR 26255264.
- Giancarlo Rossi, La redazione latina dello Specchio della vera penitenza, in Studi di filologia italiana, vol. 49, 1991,  pp. 29-58.
- Concetto Del Popolo, Una tessera iacoponica in Passavanti, in Lettere italiane, vol. 53, n. 3, 2001,  pp. 397-400.
- Concetto Del Popolo, Nominati ed anonimi negli Esempi del Passavanti, in «il Nome nel testo. Rivista internazionale di onomastica letteraria», IV, 2002, pp. 53-60.
- Ginetta Auzzas, Dalla predica al trattato: lo “Specchio della vera penitenzia” di Iacopo Passavanti, in Carlo Delcorno e Maria Luisa Doglio (a cura di), Scrittura religiosa. Forme letterarie dal Trecento al Cinquecento, Bologna, 2003,  pp. 37-57.
- Fondazione Mansutti, Quaderni di sicurtà. Documenti di storia dell'assicurazione, a cura di M. Bonomelli, schede bibliografiche di C. Di Battista, note critiche di F. Mansutti, Milano, Electa, 2011, pp. 244-245.
- Eliana Corbari, Vernacular Theology: dominican sermons and audience in late medieval Italy, Berlin-Boston, 2013,  pp. 29-35, 49-53, 92-95, 107-148.